# Attila Tököli
Dans le nom hongrois Tököli Attila, le nom de famille précède le prénom, mais cet article utilise l’ordre habituel en français Attila Tököli, où le prénom précède le nom.
Attila Tököli (né le 14 mai 1976 à Pécs en Hongrie) est un footballeur international hongrois.

## Palmarès
Dunaferr SE
- Champion de Hongrie en 2000.

 Ferencváros TC
- Champion de Hongrie en 2004.
- Vainqueur de la Coupe de Hongrie en 2003 et 2004.

## Distinctions personnelles
- Meilleur buteur du championnat de Hongrie en 2000 et 2002.